# Urna ceràmica

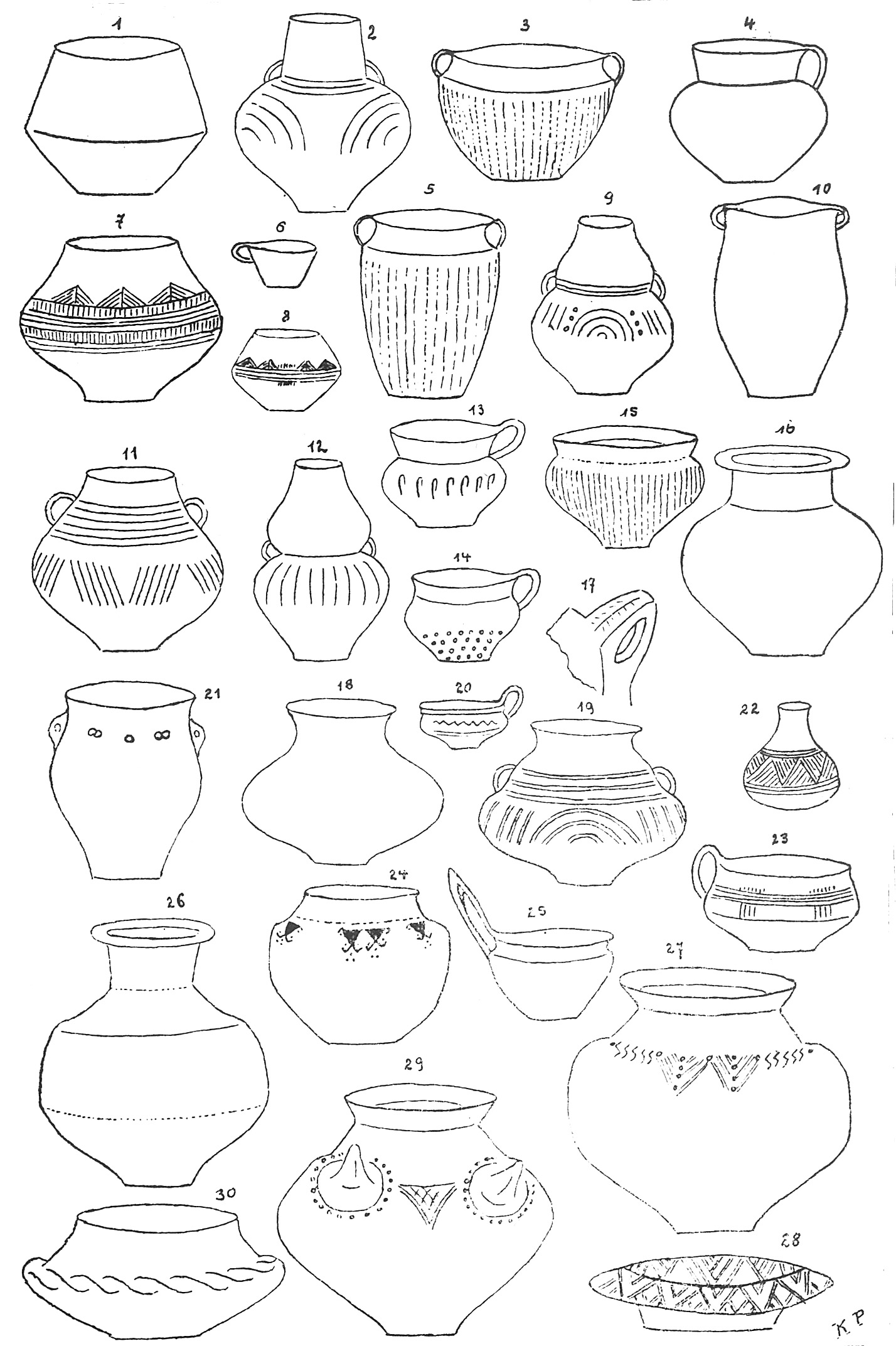
Tipus d'urnes ceràmiques durant el període de la cultura dels camps d'urnes

Una urna ceràmica és un vas fet d'argila o fang cuit, i usat per a guardar les restes o cendres d'un difunt després de la seua incineració. Es descriu com a atuell de boca ampla, coll curt, ventre ampli i tapa. Al llarg del temps s'han fabricat urnes de molt diverses formes,[2] ja des dels primers enterraments cerimonials, arribant a donar nom a cultures prehistòriques com l'anomenada cultura dels camps d'urnes, datada de finals de l'edat del bronze i en l'inici de l'edat del ferro a Europa.

## Elscamps d'urnes
És una cultura situada entre 1300 i 750 ae, pren el nom dels ritus d'incineració i arribà a la península Ibèrica a través dels Pirineus baixant per les valls lleidatanes pels rius Segre i Cinca; els aixovars són semblants als trobats en jaciments del Baix Aragó i la vall de l'Ebre. N'és representativa la ceràmica «acanalada» amb bandes de solcs estriats.
Entre les necròpolis més importants poden citar-se:
als Països Catalans:
la d'Espolla, amb més de 200 urnes; la de Punta del Pi al Port de la Selva; la de la Penya Negra de Crevillent.
a la Meseta Central
Las Cogotas (Cardeñosa, Àvila) i La Osera (Chamartín, Àvila), els atuells de les quals «presenten incrustacions d'argila blanca que formen decoracions».
a Andalusia
al vessant occidental urnes amb decoració puntejada, i a l'oriental urnes llises i brunyides.
presència de ceràmica negra en tots els focus.

## Tipologia celtibera mesetària
Esqueixats –per la seua entitat quantitativament menor– de la important representació de les necròpolis de «camps d'urnes» (o d'incineració en
urna) al nord-oest de la península Ibèrica agermanat amb el focus del Llenguadoc, alguns especialistes han estudiat els escassos jaciments localitzats a la Meseta Central.
Característiques comunes –en l'aspecte ceràmic i dins de l'espai d'estudi arqueològic– amb els camps d'urnes del nord-est peninsular són:
1. «urna amb tapadora com a element del ritu»
2. atuells no necessàriament troncocònics sinó «adaptats als bols de vora alta de tradició meridional»
3. aixovars de polseres decorades o acabades en boles, torques, passadors de collarets, fíbules de doble ressort, grans d'or, bronze, vidre i cornalina; tot això amb datació posterior als s. VIII-VII ae.[5]

Un altre focus estudiat, el constitueixen les necròpolis celtiberes de l'Alt Duero-Alt Xaló-Carrascosa I, localitzades al llarg del sistema Ibèric i zones orientals de la Meseta. L'aixovar ceràmic inclou urnes cineràries, sovint amb tapadora, i de vegades acompanyades del vas d'ofrenes. Morfològicament, són atuells llisos, amb peu o base plana i «amb tendència general a perfils en forma de ‘S'». Pot apreciar-se una decoració de formes circulars o rectangulars perforades horitzontalment (i amb molta menys freqüència decoració acanalada), sens dubte relacionada amb els «CU del NE» de les fases del ferro, en l'ocàs d'aquesta cultura.

## Tipologia grega
Dels diferents recipients d'ús cerimonial de l'antiga Grècia clàssica, pot destacar-se el pitos, gran atuell amb forma de tenalla usada en el comerç i emmagatzematge d'oli, gra... i com a «receptacle d'enterrament». S'ha localitzat arqueològicament a les necròpolis dels assentaments hel·lens de la Mediterrània.

## Tipologia precolombina

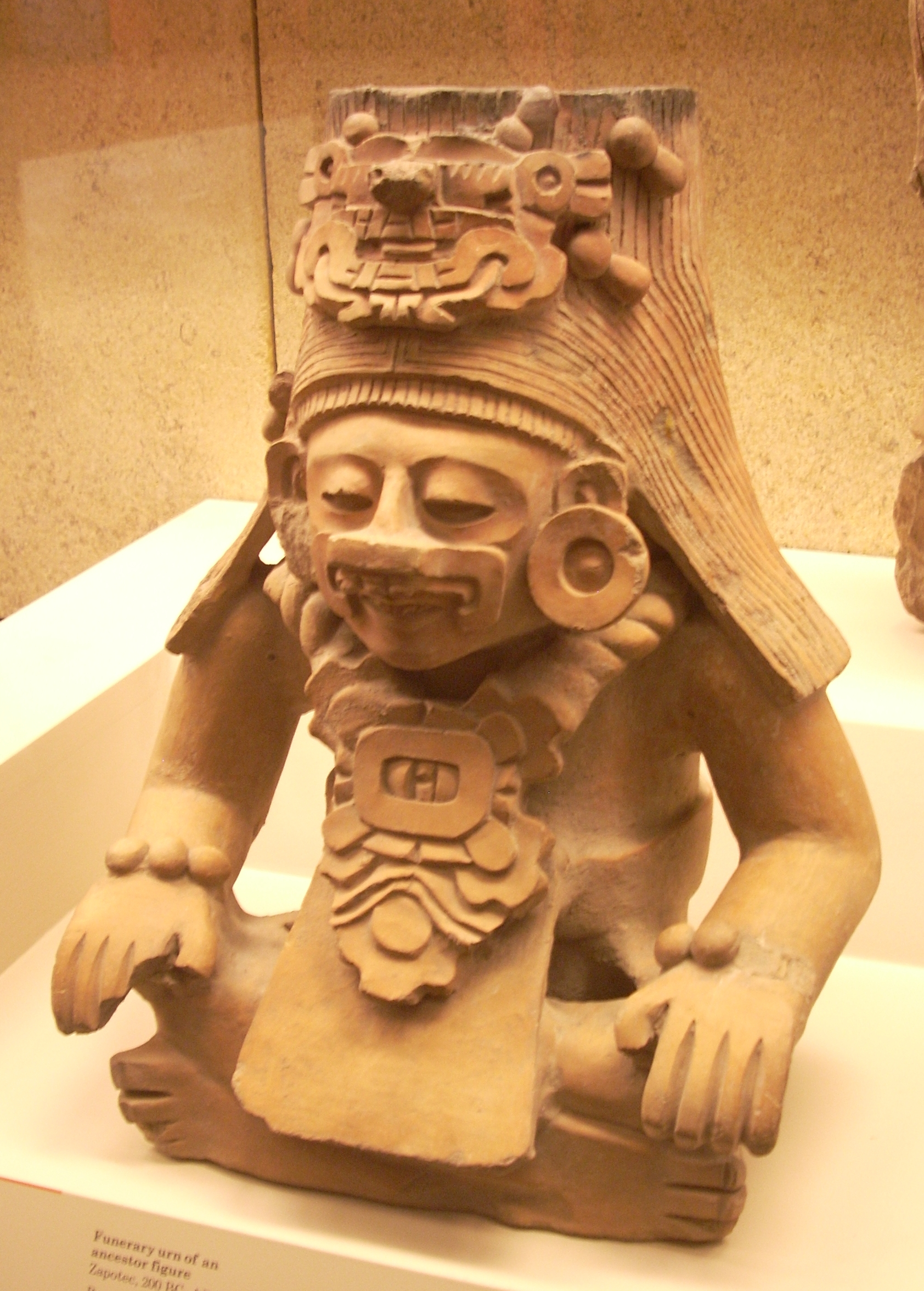
Urna funerària zapoteca al Museu Britànic

Les civilitzacions ameríndies aporten prototips singulars d'urnes antropomorfes d'argila com l'atuell antropomorf maia Kinich Ahau datat entre 600 - 900 de, durant el període clàssic tardà mesoamericà; o les urnes zapoteques, com la datada entre 200 ae i 800 de, d'aquest mateix període esmentat, o la del Gran Jaguar, ambdues trobades al jaciment arqueològic de Mont Albán, situat a 10 km de la ciutat d'Oaxaca de Juárez.

## Ús al segle XXI
L'ús cerimonial d'urnes d'argila continua viu en els ritus funeraris d'alguns pobles en diferents indrets del món. Així, per exemple, a Àsia, entre els bouyei, minoria ètnica dins de la República Popular Xinesa.
Quan un bouyei mor, el sacerdot fixa la data del funeral. Aquest dia se sacrifica un toro i es realitza una cerimònia d'"obertura del camí". El festeig fúnebre que porta el cadàver fins a la tomba s'acompanya amb música de tambors i banyes. Durant el funeral es crema encens i diners. Tres anys després del funeral, les restes són desenterrades per col·locar-se en una urna d'argila que tornarà a ser enterrada.

## Tipus d'urnes de l'antiguitat

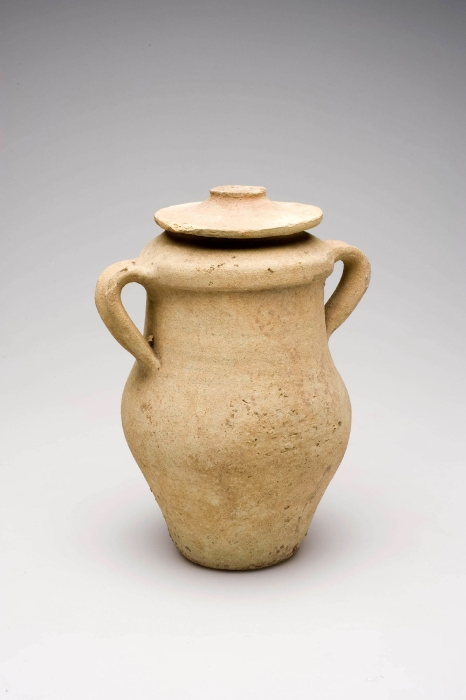
Urna amb tapa de 26 x 5,5 cm. Ceràmica romana de Cartago, Tunísia
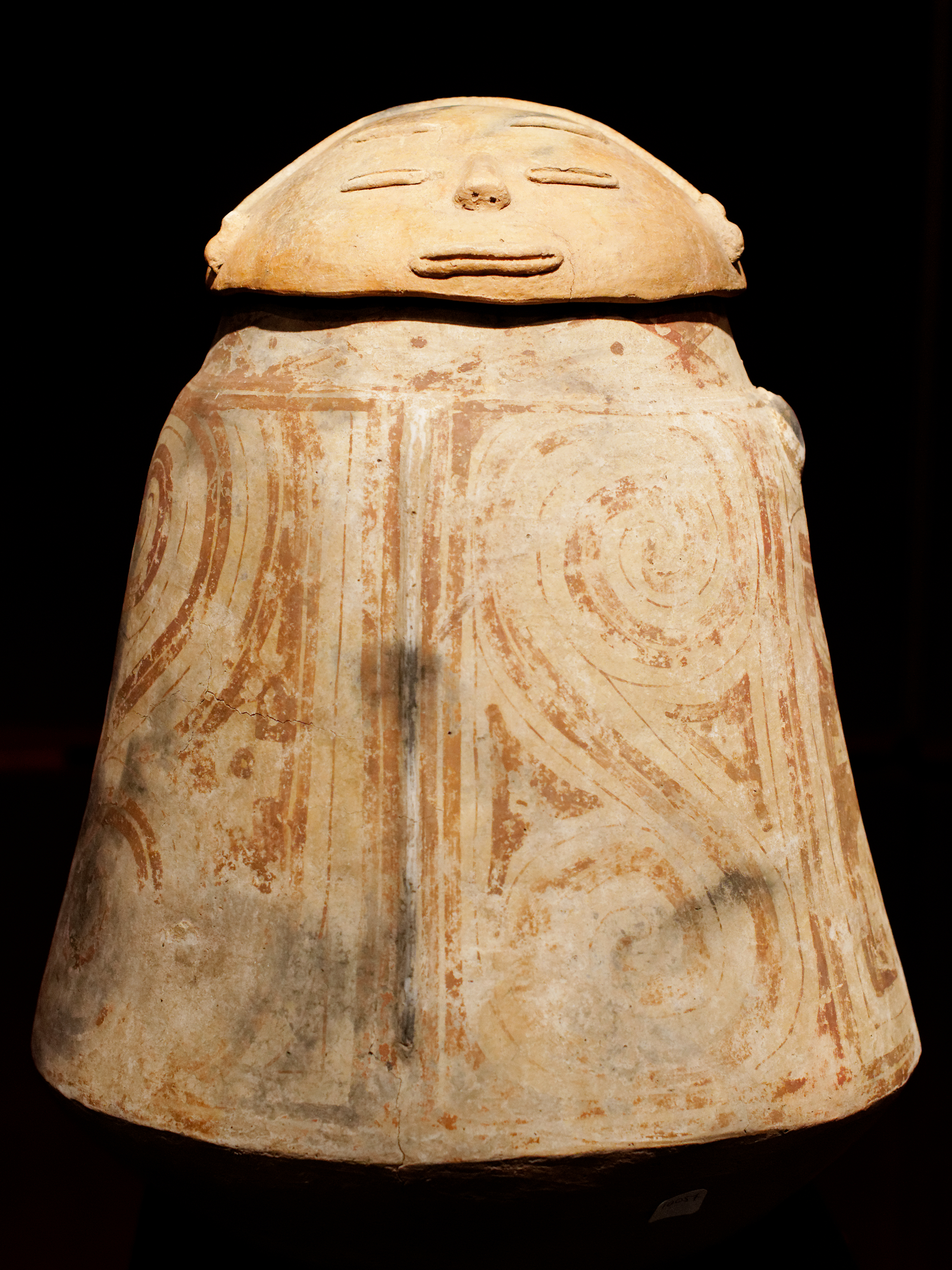
Urna precolombina antropomorfa, de 49 x 34 cm. Regió amazònica del Brasil
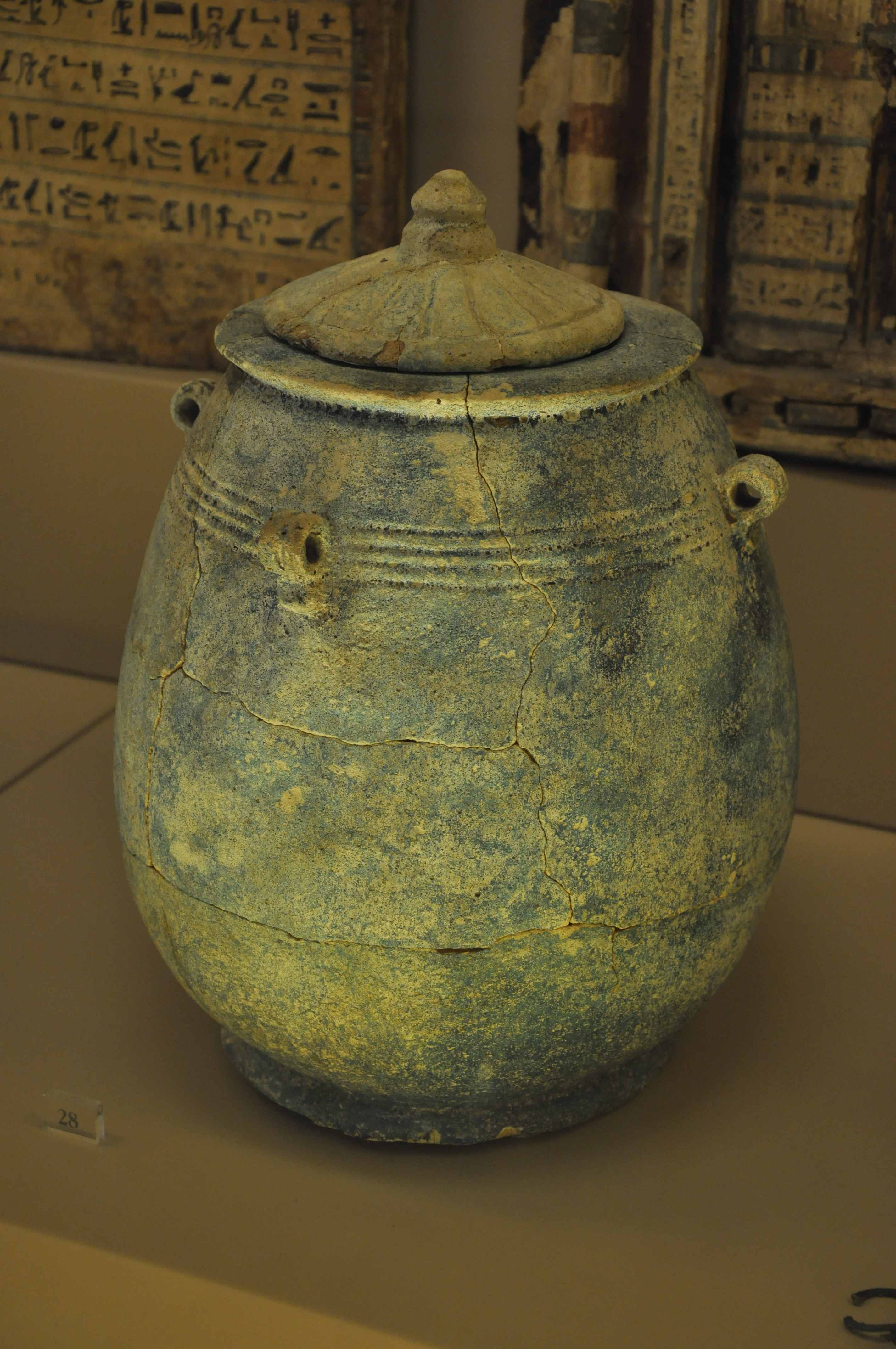
Urna egípcia del període ptolemaic, al Museu Cívic de Bolonya
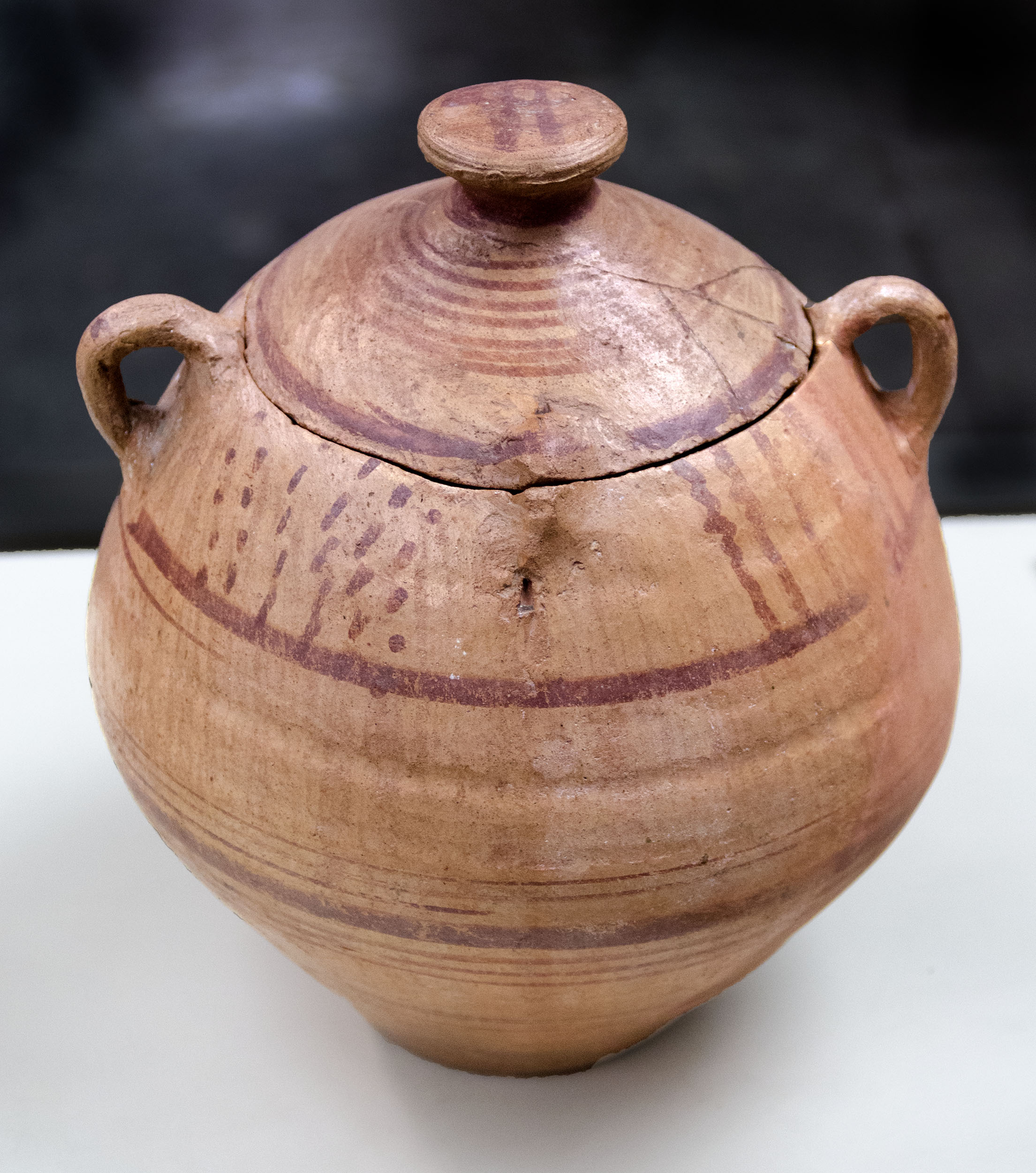
Urna ibera de 20 cm de diàmetre amb tapa i anses, cap a 500-450 ae al Museu de Jaén